# 山前駅
山前駅（やままええき）は、栃木県足利市鹿島町にある、東日本旅客鉄道（JR東日本）両毛線の駅である。

## 歴史
- 1897年（明治30年）4月1日：日本鉄道の駅として足利 - 小俣間に新設[1][2]。
- 1906年（明治39年）11月1日：日本鉄道国有化[2]。官設鉄道に移管。
- 1949年（昭和24年）6月1日：日本国有鉄道（国鉄）発足に伴い、その所属となる。
- 1961年（昭和36年）9月1日：貨物取扱廃止[2]。
- 1984年（昭和59年）2月1日：荷物扱い廃止[2]。
- 1987年（昭和62年）4月1日：国鉄分割民営化に伴い、JR東日本の駅となる[2]。
- 2001年（平成13年）11月18日：ICカード「Suica」供用開始。
- 2019年（平成31年）3月1日：無人駅化。
- 2026年（令和8年）3月：新駅舎完成予定

## 駅構造
単式ホーム1面1線と島式ホーム1面2線、計2面3線を有する列車交換可能な地上駅である。両ホームは跨線橋で連絡している。木造駅舎を備える。
足利駅管理の無人駅。簡易Suica改札機が設置されている。

### のりば
| 番線 | 路線    | 方向 | 行先                 |
| ---- | ------- | ---- | -------------------- |
| 1    | ■両毛線 | 上り | 桐生・前橋・高崎方面 |
| 2・3 | ■両毛線 | 下り | 足利・佐野・小山方面 |

（出典：JR東日本:駅構内図）

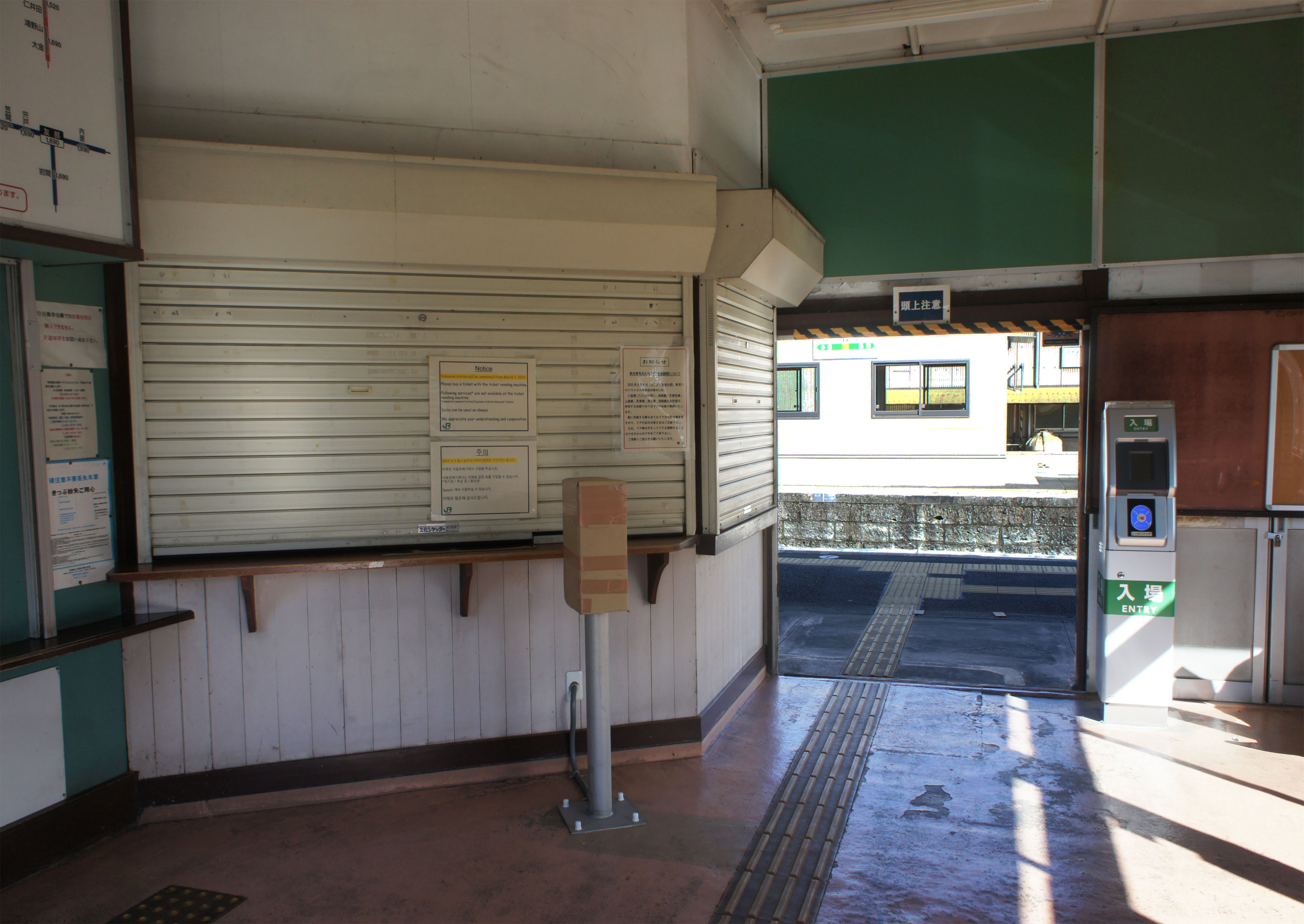
改札口（2021年11月）
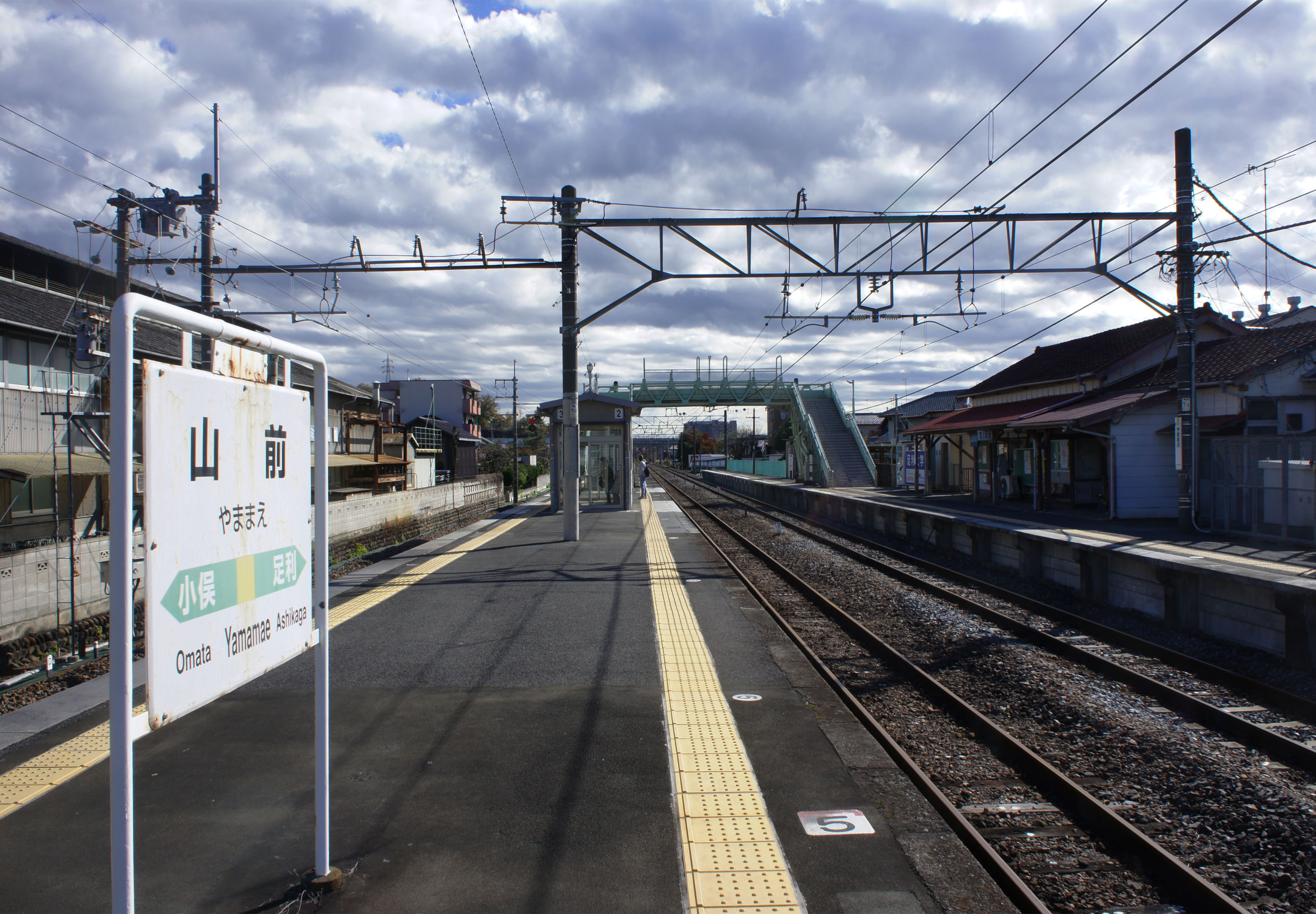
ホーム（2021年11月）

## 利用状況
JR東日本によると、2000年度（平成12年度） - 2017年度（平成29年度）の1日平均乗車人員の推移は以下の通り。
| 年度               | 1日平均 乗車人員 | 出典            |
| ------------------ | ---------------- | --------------- |
| 2000年（平成12年） | 884              | [ 利用客数 1 ]  |
| 2001年（平成13年） | 862              | [ 利用客数 2 ]  |
| 2002年（平成14年） | 859              | [ 利用客数 3 ]  |
| 2003年（平成15年） | 910              | [ 利用客数 4 ]  |
| 2004年（平成16年） | 845              | [ 利用客数 5 ]  |
| 2005年（平成17年） | 866              | [ 利用客数 6 ]  |
| 2006年（平成18年） | 859              | [ 利用客数 7 ]  |
| 2007年（平成19年） | 886              | [ 利用客数 8 ]  |
| 2008年（平成20年） | 866              | [ 利用客数 9 ]  |
| 2009年（平成21年） | 826              | [ 利用客数 10 ] |
| 2010年（平成22年） | 775              | [ 利用客数 11 ] |
| 2011年（平成23年） | 784              | [ 利用客数 12 ] |
| 2012年（平成24年） | 826              | [ 利用客数 13 ] |
| 2013年（平成25年） | 864              | [ 利用客数 14 ] |
| 2014年（平成26年） | 859              | [ 利用客数 15 ] |
| 2015年（平成27年） | 860              | [ 利用客数 16 ] |
| 2016年（平成28年） | 872              | [ 利用客数 17 ] |
| 2017年（平成29年） | 873              | [ 利用客数 18 ] |

## 駅周辺
足利大学へのスクールバスが発着しており、学生や職員利用が多い。
- 足利小山信用金庫山前支店
- 足利市山前公民館
- 群馬県道・栃木県道67号桐生岩舟線
- 足利市生活路線バス山前駅前バス停
- ヤオコー 足利大前店

## 隣の駅
東日本旅客鉄道（JR東日本）
■両毛線
足利駅 - *西足利駅 - *三重駅 - 山前駅 - *葉鹿駅 - 小俣駅
*打消線は廃駅

### 記事本文
1. 1 2 3 4 5 6  『週刊 JR全駅・全車両基地』 12号 大宮駅・野辺山駅・川原湯温泉駅ほか、朝日新聞出版〈週刊朝日百科〉、2012年10月28日、22頁。
2. 1 2 3 4 5 6  石野哲（編）『停車場変遷大事典 国鉄・JR編 Ⅱ』（初版）JTB、1998年10月1日、459-460頁。ISBN 978-4-533-02980-6。
3. 1 2  “駅構内図（山前駅）”.   東日本旅客鉄道. 2019年11月24日閲覧。

### 利用状況
1. ↑  “各駅の乗車人員（2000年度）”.   東日本旅客鉄道. 2019年3月21日閲覧。
2. ↑  “各駅の乗車人員（2001年度）”.   東日本旅客鉄道. 2019年3月21日閲覧。
3. ↑  “各駅の乗車人員（2002年度）”.   東日本旅客鉄道. 2019年3月21日閲覧。
4. ↑  “各駅の乗車人員（2003年度）”.   東日本旅客鉄道. 2019年3月21日閲覧。
5. ↑  “各駅の乗車人員（2004年度）”.   東日本旅客鉄道. 2019年3月21日閲覧。
6. ↑  “各駅の乗車人員（2005年度）”.   東日本旅客鉄道. 2019年3月21日閲覧。
7. ↑  “各駅の乗車人員（2006年度）”.   東日本旅客鉄道. 2019年3月21日閲覧。
8. ↑  “各駅の乗車人員（2007年度）”.   東日本旅客鉄道. 2019年3月21日閲覧。
9. ↑  “各駅の乗車人員（2008年度）”.   東日本旅客鉄道. 2019年3月21日閲覧。
10. ↑  “各駅の乗車人員（2009年度）”.   東日本旅客鉄道. 2019年3月21日閲覧。
11. ↑  “各駅の乗車人員（2010年度）”.   東日本旅客鉄道. 2019年3月21日閲覧。
12. ↑  “各駅の乗車人員（2011年度）”.   東日本旅客鉄道. 2019年3月21日閲覧。
13. ↑  “各駅の乗車人員（2012年度）”.   東日本旅客鉄道. 2019年3月21日閲覧。
14. ↑  “各駅の乗車人員（2013年度）”.   東日本旅客鉄道. 2019年3月21日閲覧。
15. ↑  “各駅の乗車人員（2014年度）”.   東日本旅客鉄道. 2019年3月21日閲覧。
16. ↑  “各駅の乗車人員（2015年度）”.   東日本旅客鉄道. 2019年3月21日閲覧。
17. ↑  “各駅の乗車人員（2016年度）”.   東日本旅客鉄道. 2019年3月21日閲覧。
18. ↑  “各駅の乗車人員（2017年度）”.   東日本旅客鉄道. 2019年3月21日閲覧。